# Liste bedeutender Seeunfälle 1961–1970
Diese Liste schwerer Seeunfälle 1961–1970 verzeichnet Schiffsunfälle der Seeschifffahrt mit Toten oder hohen Sachschäden.

## Liste
| Datum                  | Name                    | Tote    | Hergang |
| ---------------------- | ----------------------- | ------- | --- |
| 2. Januar 1961         | Indian Navigator        | 13      | Rund 100 Kilometer westlich der bretonischen Küste sank der zwei Tage zuvor in Brand geratene indische Frachter Indian Navigator (7.660 BRT). Dabei kamen 13 indische Seeleute ums Leben, als sie, nachdem sie das Schiff zusammen mit den übrigen 55 Besatzungsmitgliedern verlassen hatten, erneut das Schiff bestiegen, um der Reederei die Bergungskosten zu ersparen. |
| 11. Januar 1961        | Egos                    | 44      | Das mit 44 marokkanischen jüdischen Flüchtlingen in Richtung Israel besetzte und völlig überladene Auswandererboot Egoz sank 16 km vor Morro Nuevo in der Bucht von Alhucamas. Alle Flüchtlinge, die illegal das Land in Richtung Israel verlassen wollten, darunter auch viele Kinder, kamen beim Untergang ums Leben. Lediglich der Kapitän und zwei Besatzungsmitglieder konnten sich retten. |
| 28. Januar 1961        | Olenevod 9005           | 20      | An der Nordspitze der Insel Yell (Shetland) lief der sowjetische Trawler Olenevod 9005 in einem Orkan auf einen Felsen und sank. Die gesamte Besatzung fand bei dem Untergang den Tod. |
| 2. Mai 1961            | Albatross               | 6       | Die Albatross sank etwa 125 Seemeilen westlich der Dry Tortugas, während der Überfahrt von Progreso (Mexico) nach Nassau (Bahamas). Als mögliche Ursache wurde eine Weiße Bö angenommen. Das Unglück, bei dem sechs Mitglieder der US-amerikanischen Besatzung ertranken, führte dazu, dass die Anforderungen für die Konstruktion und Stabilität von Segelschulschiffen durch die US-Küstenwache überarbeitet wurde; die neuen Regeln wurden im „Sailing School Vessels Act“ von 1982 zusammengefasst. |
| 7. Juni 1961           | Anng Teza               | 85      | Vor der burmesischen Küste sank das Küstenmotorschiff Anng Teza (999 BRT). Von den 125 Menschen an Bord starben 85, nur 40 konnten gerettet werden. |
| 9. Juli 1961           | Save                    | 259     | In dem während eines Sturmes vor Quelimane gestrandeten Schiffes kam es zunächst zu einem Brand, dann zu einer Reihe Explosionen – wahrscheinlich ausgelöst von der mitgeführten Munitionsladung -, die das Schiff vollständig zerstörten. Von den 54 Besatzungsmitgliedern und 495 Passagieren starben 16 Besatzungsmitglieder und 243 Passagiere. |
| 18. August 1961        | Tammy Norig             | 5       | Auf der Rückreise von einem Urlaubstörn in die Ostsee nach Littlehampton wurde auf der Unterelbe die britische Yacht Tammy Norig vom polnischen Frachter Kilinski, der sich auf der Fahrt von Hamburg nach Antwerpen befand, überrannt und sank auf der Stelle. Drei sich an Bord der Yacht befindende Erwachsene konnten gerettet werden, die unter Deck schlafenden fünf Kinder kamen beim Untergang ums Leben. |
| 1. Oktober 1961        | Starcarrier             | 22      | Beim Löschen der Ladung im Hafen von Diégo-Suarez (Madagaskar) brach auf dem u. a. mit sechs Tonnen Dynamit beladenen norwegischen Frachter Starcarrier (5.564 BRT) ein Feuer aus. Beim Versuch, den brennenden Frachter aus dem Hafen zu schleppen, kam es zur Explosion, durch die insgesamt 22 Menschen ihr Leben verloren. |
| 13. November 1961      | Teddy                   | 12      | Auf der Reise von Swinemünde nach Mariager kenterte das dänische Motorschiff Teddy (789 BRT) südlich des Öresunds in schwerer See. Von den insgesamt 16 Besatzungsmitgliedern gelang es nur vieren, sich zu retten. Die übrige Besatzung kam bei dem Unfall ums Leben. |
| 11. Januar 1962        | B-37                    | 132     | Im Hafen von Poljarny ereignete sich an Bord des zur sowjetischen Nordflotte gehörenden U-Bootes B-37 ein Brand im Torpedoraum, der vermutlich durch Wasserstoffgas oder einen Kurzschluss verursacht wurde. Durch das Feuer wurden zwölf gelagerte Torpedos im Bug des Bootes zur Explosion gebracht, die das U-Boot völlig zerstörten, das in der Nähe liegende U-Boot S-350 schwer beschädigten und erhebliche Verwüstungen im Hafen anrichteten. Insgesamt kamen 132 Seeleute, Soldaten und Hafenmitarbeiter ums Leben. |
| 21. Oktober 1962       | Sanct Svithun           | 41      | Das nordgehende Hurtigruten-Schiff Sanct Svithun steuerte zwischen Trondheim und Rørvik aus bis heute nicht geklärten Gründen einen falschen Kurs, lief auf Grund und sank. Von den 89 Menschen an Bord kamen 41 ums Leben. |
| 11. November 1962      | George Elmy             | 9       | Auf der Rückfahrt von einem Rettungseinsatz sank das in Seaham in der nordenglischen Grafschaft Durham stationierte Seenotrettungsboot George Elmy der Royal National Lifeboat Institution während eines Orkans in schwerer See. Alle fünf Besatzungsmitglieder des Rettungsbootes sowie vier bereits vom sinkenden Fischkutter Economy gerettete Fischer kamen bei dem Unglück ums Leben. Nur ein Besatzungsmitglied des Fischkutters konnte gerettet werden. |
| 15. Dezember 1962      | Nautilus                | 23      | Vor Texel sank der Bremer Frachter Nautilus (3.218 BRT), der sich mit einer Ladung Kohle auf der Reise von Swansea nach Delfzijl befand. Bei einem schweren Orkan und schwerer See wurde von einer sehr hohen Welle ein Lukendeckel eingeschlagen. Von der 24-köpfigen Besatzung konnte lediglich ein Matrose gerettet werden. |
| 4. Februar 1963        | Marine Sulphur Queen    | 39      | Auf der Reise von Beaumont (Texas) nach Norfolk (Virginia) verschwand das US-amerikanische Tankschiff Marine Sulphur Queen (ca. 10.500 BRT) ohne Notruf nahezu spurlos mit der gesamten Besatzung. Erst als das Schiff am 7. Februar 1963 in Norfolk überfällig wurde, begann eine der bis dahin größten Suchaktionen der Seefahrt, bei der lediglich einige wenige Wrackteile gefunden wurden. Hinsichtlich der Umstände des Untergangs wurden in der Folgezeit wilde Spekulationen hinsichtlich dieses und anderer rätselhafter Unglücke im sogenannten Bermudadreieck angestellt. |
| 10. April 1963         | Thresher                | 129     | Bei Tieftauchversuchen in Begleitung des U-Boot Rettungsschiffs Skylark rund 350 km östlich von Cape Cod, Massachusetts, kam es vermutlich durch den Riss einer Hochdruckleitung zu Problemen an Bord des U-Bootes der Thresher-Klasse, das mit 129 Mann an Bord sank. |
| 25. Juni 1963          | München                 | 27      | Kurz nach dem Auslaufen aus dem Hafen Kangerluarsoruseq an der grönländischen Westküste sank plötzlich der Hamburger Trawler München, nachdem durch tiefliegende Speigatten Wasser ins Schiff eindrang. Da die an Bord befindlichen Rettungsinseln beschädigt waren, kamen nach dem Verlassen des sinkenden Schiffs 27 Besatzungsmitglieder durch Ertrinken und Unterkühlung um. 15 Besatzungsmitglieder konnten gerettet werden. |
| 20. Juli 1963          | Tritonica               | 33      | Im St.-Lorenz-Strom kollidierten die britischen Frachter Tritonica (12.863 BRT) und Roonagh Head (6.153 BRT). Die Tritonica wurde dabei so unglücklich getroffen, dass sie binnen weniger Minuten sank. Nur 17 der insgesamt 50 Besatzungsmitglieder konnten gerettet werden. |
| 15. Oktober 1963       | Marianne Wehr           | 9       | Bei schwerem Sturm verschwand nordwestlich des damaligen Feuerschiffs Elbe 1 das Hamburger Küstenmotorschiff Marianne Wehr (499 BRT), das sich mit einer Ladung Hochofenschlacke auf der Reise von Südengland nach Lübeck befand, nahezu spurlos. Alle neun Besatzungsmitglieder fanden bei dem Untergang den Tod. Vermutlich kenterte das Schiff und sank so schnell und überraschend, dass kein Notruf mehr abgesetzt werden konnte. |
| 23. Oktober 1963       | Juan Ferrer             | 11      | Bei schwerem Sturm strandete der spanische Frachter Juan Ferrer (682 BRT) an der englischen Südostküste bei Boscawen Point. Von der 15-köpfigen Besatzung konnten nur vier Mann gerettet werden, weil den Rettungskräften zunächst eine falsche Positionsmeldung des Schiffes vorlag. |
| 24. November 1963      | Praia da Atalaia        | 36      | Vor Aveiro (Portugal) kenterte der portugiesische Trawler Praia da Atalaia, nachdem er bei außergewöhnlich schwerer See querschlug. Von den insgesamt 37 Besatzungsmitgliedern an Bord konnte nur einer gerettet werden, alle übrigen 36 fanden den Tod. |
| 15. Dezember 1963      | Jonetta                 | 10      | Bei der norwegischen Hafenstadt Namsos sank das norwegische Küstenmotorschiff Jonetta (449 BRT), nachdem bei stürmischer See die Ladung verrutschte. Nur der Kapitän konnte auf einem Rettungsfloß treibend gerettet werden. Alle übrigen zehn Besatzungsmitglieder starben bei dem Untergang. |
| 22. Dezember 1963      | Lakonia                 | 128     | Der griechische Luxusdampfer war auf einer Weihnachtskreuzfahrt zu den Kanarischen Inseln. Er befand sich etwa 180 Meilen nordwestlich von Madeira, als spät abends ein Feuer an Bord ausbrach. Im Ballsaal tanzten die Passagiere beim Tropical Tramps Ball, als Rauch in den Saal eindrang und Panik ausbrach. Innerhalb kurzer Zeit brannte das ganze Schiff. Die Evakuierung verlief katastrophal, der Feueralarm funktionierte nicht und die Rettungsboote kenterten oder fielen aus den Davits. 128 Passagiere und Besatzungsmitglieder kamen ums Leben. |
| 13. Januar 1964        | Uman                    | 14      | Westlich von Gibraltar sank der sowjetische Frachter Uman (5.628 BRT) so schnell, dass es nur 23 der 37 Besatzungsmitgliedern gelang, sich von Bord zu retten; sie wurden vom herbeigeeilten Frachter Byblos (4.449 BRT) der Bremer Atlas Levante-Linie übernommen. 14 Besatzungsmitglieder gingen mit der Uman unter. |
| 10. Februar 1964       | Voyager                 | 82      | Während eines Manövers vor der Küste von New South Wales kollidierten der australische Flugzeugträger Melbourne und der australische Zerstörer Voyager miteinander. Beide Schiffe stießen kurz vor 21 Uhr in der Dunkelheit zusammen. Der Zerstörer zerbrach nach einer Kesselexplosion in zwei Teile; die Bugsektion sank sofort, während sich das Heck noch etwa 30 Minuten über Wasser hielt, was vielen Besatzungsangehörigen die Rettung ermöglichte. Mit dem Schiff gingen 82 Seeleute unter. 235 Überlebende wurden von dem Flugzeugträger und herbeieilenden Minensuchbooten sowie von landgestützten Hubschraubern gerettet. |
| 15. April 1964         | Nordmark                | 6       | Bei Nordostwind Stärke 6 bis 7 Bft und einer Wellenhöhe von geschätzten 2,5 m sank das Hamburger Küstenmotorschiff Nordmark (282 BRT) mit seiner sechsköpfigen Besatzung vor Borkum so plötzlich, dass nur noch ein verstümmelter Notruf aufgefangen werden konnte. Die gesamte Besatzung kam dabei ums Leben. Unglücksursache war vermutlich eine außergewöhnlich hohe Welle, die die Ladeluken einschlug. |
| 23. Juli 1964          | Star of Alexandria      | >100    | Der mit Munition beladene ägyptische Frachter Star of Alexandria explodierte im Hafen der algerischen Stadt Bône. Die Katastrophe forderte über 100 Tote und etwa 160 Verletzte. Der Schaden wurde auf 20 Millionen US-Dollar geschätzt. |
| 27. Oktober 1964       | Magdeburg               | 0       | Der Stückgutfrachter der Deutschen Seereederei (DSR) kollidierte am 27. Oktober 1964 in der Themsemündung mit dem japanischen Frachter Yamashiro Maru und kenterte daraufhin. 1965 gelang es der Cuxhavener Firma Ulrich Harms, die Magdeburg wieder aufzurichten und in ein Trockendock in Tilbury zu bringen. Das beschädigte Schiff wurde an einen griechischen Reeder verkauft und am 13. Dezember 1965 verließ die provisorisch reparierte Magdeburg London im Schlepp. Am 17. Dezember 1965 schlug das Schiff im Sturm leck und sank etwa 20 Seemeilen von Brest entfernt auf der Position 48° 13′ N, 5° 10′ W. |
| 27. Oktober 1965       | Ute                     | 5       | Im Schärengebiet vor Stockholm kenterte im Sturm das Hamburger Küstenmotorschiff Ute (493 BRT), das mit 760 t Natriumsulfat auf der Reise von Wismar nach Schweden war. Nur zwei der sieben Besatzungsmitglieder konnten gerettet werden. Unglücksursache war laut Seeamt vermutlich eine sehr hohe von achtern kommende See, die das Schiff querschlagen ließ. |
| 27. Oktober 1965       | Clipper                 | 9       | Nördlich Gotland kenterte das mit Anthrazitstaub beladene Hamburger Küstenmotorschiff Clipper (498 BRT) in schwerem Sturm ohne einen Notruf absetzen zu können. Die neunköpfige Besatzung kam dabei ums Leben. Die Ursache des Unglücks blieb ungeklärt. |
| 13. November 1965      | Yarmouth Castle         | 90      | Der amerikanische Luxusdampfer befand sich auf dem Weg von Miami nach Nassau auf den Bahamas, als in der Nacht Feuer in einem Lagerraum ausbrach. Das Schiff brannte ab, kenterte nach backbord und sank. Viele der Rettungsboote gingen in Flammen auf und konnten nicht ausgeschwenkt und herabgelassen werden. Der Brand auf der Yarmouth Castle führte zu neuen Regelungen im Rahmen der International Convention for the Safety of Life at Sea. |
| 10. Januar 1966        | Monte Palomares         | 32      | Etwa 1.500 Seemeilen nordöstlich der Bermudas sank der spanische Frachter Monte Palomares (5.973 BRT), nachdem in schwerem Sturm die Maisladung übergegangen war. Von der 38-köpfigen Besatzung konnten trotz intensiver Suche nur sechs Besatzungsmitglieder gerettet werden. |
| 26. April 1966         | Heinz Bernd             | 6       | Nordwestlich der dänischen Insel Seeland kollidierten das deutsche Küstenmotorschiff Heinz Bernd (298 BRT) und der schwedische Frachter Torne (19.700 BRT). Die Heinz Bernd sank mit dem Achterschiff auf Grund, alle sechs an Bord befindlichen Personen kamen ums Leben. |
| 16. Juni 1966          | Alva Cape               | 33      | Im New Yorker Kill-van-Kull-Kanal, zwischen Staten Island und Bayonne, stießen der britische Tanker Alva Cape (11.252 BRT) und der amerikanische Tanker Texaco Massachusetts in der Dämmerung zusammen. Ein verheerender Brand brach aus und zerstörte den britischen Tanker völlig. Insgesamt kamen 33 Menschen in dem Inferno um. Das ausgebrannte Wrack des Tankers wurde später auf die offene See geschleppt und versenkt. |
| 2. August 1966         | Darlwin                 | 31      | Auf der Rückfahrt von einem Ausflug nach Fowey kehrte die mit 31 Personen, darunter 29 Feriengästen völlig überladene Yacht Darlwin nicht wieder in ihren Heimathafen Fowey zurück, nachdem sie in einen schweren Sturm im Seegebiet südlich von Cornwall geraten war. Alle Passagiere und Besatzungsmitglieder kamen bei dem Untergang ums Leben. |
| 15. August 1966        | San Jose                | mind. 7 | Auf der Reede von Agadir kenterte das überbesetzte Fischerboot San Jose, nachdem bei einem heftigen Rudermanöver die Passagiere auf eine Seite des Kutters geschleudert wurden. Die Angaben der Opferzahlen schwanken zwischen 7 und 80 Toten. |
| 14. September 1966     | U-Hai                   | 19      | Das Schul-U-Boot Hai der Bundesmarine sank während der Ausbildung bei Überwasserfahrt in der Nordsee. Schwere Brecher drangen durch das nicht schnell genug geschlossene Turmluk ins Boot. Von der Besatzung konnte sich nur ein Unteroffizier retten, 19 Soldaten ertranken. Der Untergang von U-Hai war der einzige Schiffsverlust der Bundesmarine (1956–1990). |
| 26. Oktober 1966       | Oriskany                | 44      | Während eines Kampfeinsatzes im Golf von Tonkin vor der Küste Vietnams brach auf dem US-amerikanischen Flugzeugträger Oriskany nach der versehentlichen Zündung einer Signalrakete ein Brand aus, der schwere Schäden im Vorschiff verursachte. 44 Besatzungsmitglieder wurden getötet, 41 Mann verletzt. Das Schiff musste seinen Vietnamkriegs-Einsatz abbrechen und wurde zur Reparatur in die USA verlegt. |
| 8. Dezember 1966       | Iraklion                | 241     | Die griechische Fähre Iraklion, ein zum Ro-Ro-Fährschiff umgebautes ehemaliges Passagierschiff, sank nördlich von Milos, nachdem sich das an der Schiffsseite angebrachte Ladetor in schwerer See öffnete. Das Schiff kenterte so schnell, dass 241 Menschen dabei ertranken. |
| 18. Dezember 1966      | Sinergasia              | 13      | Vor der schwedischen Hafenstadt Umeå strandete bei schwerem Sturm das griechische Küstenmotorschiff Sinergasia (910 BRT). Nach dem Ausfall der Maschine versuchte die Besatzung, vor der Küste vor Anker zu gehen. Nach dem Bruch der Ankerketten trieb das Schiff in die Schären und wurde durch die Brandung zerschlagen. Alle an Bord befindlichen Personen wurden getötet. Für die griechische Handelsmarine war dies das zweite schwere Unglück binnen zehn Tagen. |
| 23. Februar 1967       | Burgemeester-van-Kampen | 3       | Der niederländische Fischkutter Burgemeester-van-Kampen geriet am 23. Februar im später als Adolph-Bermpohl-Orkan bekannt gewordenen Orkan in Seenot und kenterte. Die drei an Bord befindlichen Fischer wurden zunächst vom Seenotkreuzer Adolph Bermpohl der DGzRS geborgen, kamen aber im weiteren Verlauf des Tages ums Leben, als der Seenotkreuzer auf dem Weg zum nächsten Einsatz durchkenterte. Dabei wurden die drei noch an Bord befindlichen Fischer sowie alle vier Besatzungsmitglieder des Seenotkreuzers getötet. |
| 23. Februar 1967       | Adolph Bermpohl         | 7       | Der Seenotkreuzer der DGzRS kenterte in dem nach diesem Unglücksfall benannten Adolph-Bermpohl-Orkan mit extremen, bis dato nicht gemessenen Windgeschwindigkeiten. Die vierköpfige Besatzung und drei bereits gerettete niederländische Fischer des Fischkutters Burgemeester-van-Kampen starben. Der Seenotkreuzer wurde am 24. Februar gegen neun Uhr mit leichten Schäden auf ebenem Kiel und mit laufenden Maschinen treibend nördlich des Feuerschiffes Elbe I vom Steuermann der Fähre Atlantis gesichtet. |
| 23. Februar 1967       | Ruhr                    | 6       | Während des Adolph-Bermpohl-Orkans kenterte vor Langeoog das Duisburger Küstenmotorschiff Ruhr (294 BRT), nachdem es mehrere Stunden lang manövrierunfähig in der See trieb und die auf Langeoog und Wangerooge stationierten Motorrettungsboote auf Grund des Orkans nicht die Unfallstelle erreichen konnten. Obwohl der Hamburger Fischdampfer Kap Wallo noch versuchte, eine Leine zu übergeben, sank das Schiff. Die gesamte sechsköpfige Besatzung fand beim Untergang den Tod. |
| 23. Februar 1967       | Else Priess             | 6       | Im Adolph-Bermpohl-Orkan sank vor der schleswig-holsteinischen Westküste das dänische Küstenmotorschiff Else Priess. Alle sechs Besatzungsmitglieder kamen bei dem Untergang ums Leben. |
| 23. Februar 1967       | Ikone                   | ?       | Im Adolph-Bermpohl-Orkan sank vor der Westküste Schleswig-Holsteins das deutsche Küstenmotorschiff Ikone. Bei dem Untergang kam die gesamte Besatzung ums Leben. |
| 28. Februar 1967       | Johannes Krüss          | 22      | Südlich von Kap Farvel (Grönland) verschwand in der Zeit zwischen dem 28. Februar und dem 2. März 1967 der Bremerhavener Fischdampfer Johannes Krüss spurlos, nachdem er sich an diesem Tag bis zum Erreichen der vorgesehenen Fangründe abmeldete. Die 22-köpfige Besatzung starb beim Untergang. Die Unglücksursache konnte nicht geklärt werden; es wurde vermutet, dass das Schiff der Schiffsvereisung zum Opfer fiel. |
| 12. März 1967          | Balmoral                | 0       | Der Collier Balmoral war wegen eines Navigationsfehlers zwischen der Außenjade und Außenweser gestrandet und wurde durch Sturm und Gezeitenströmung immer weiter auf den Hochsand der Mellumplate vertrieben. Am 5. April zerbrach das Schiff in zwei Teile. |
| 18. März 1967          | Torrey Canyon           | 1       | Der Großtanker Torrey Canyon lief wegen eines Navigationsfehlers auf das Seven-Stone-Riff zwischen den Scilly-Inseln und Cornwall auf. Bei diesem ersten großen Tankerunglück traten 120.000 Tonnen Rohöl aus und verursachten schwere Schäden an der englischen und französischen Küste. Beim Unglück selber gab es keine Todesopfer. Im Verlauf der Versuche, das Schiff zu bergen, kam ein Mitglied der Bergungsmannschaft infolge einer Explosion ums Leben. |
| 29. Juli 1967          | Forrestal               | 134     | Eine fehlgezündete Rakete setzte ein Flugzeug auf dem achteren Flugdeck in Brand. Dies löste eine Explosion aus, wodurch bereitstehende Munition sowie weitere Flugzeuge Feuer fingen. Der Großbrand setzte sich auch unterhalb des Flugdecks fort und konnte erst nach 17 Stunden gelöscht werden. (Forrestal-Katastrophe) |
| 13./14. September 1967 | Denny Rose              | 42      | Südlich von Japan verschwand der von der Insel Cebu nach Japan laufende britische Frachter Denny Rose (6.656 BRT). Die genaue Verlustursache blieb unbekannt. Eventuell wurde der mit Eisenerz beladene Dampfer von einer Monsterwelle getroffen und sank innerhalb kürzester Zeit mit der gesamten Besatzung (42 Mann) in der Philippinensee. |
| 21. September 1967     | Fiete Schulze           | 14      | Auf der Reise von Rotterdam nach Japan sank das Rostocker Frachtschiff Fiete Schulze, nachdem die Ladung überging. Von den an Bord befindlichen 42 Besatzungsmitgliedern konnten 28 gerettet werden, 14 starben bei dem Untergang. |
| 9. Oktober 1967        | Panoceanic Faith        | 37      | Bei schwerem Sturm sank der amerikanische Frachter Panoceanic Faith (8.157 BRT) rund 870 Seemeilen südwestlich von Kodiak Island (US-Bundesstaat Alaska) so schnell, dass der Besatzung keine Zeit mehr blieb in die Boote zu gehen. Nur fünf der 42 Besatzungsmitglieder an Bord konnten gerettet werden. |
| 18. Oktober 1967       | Nagusena                | 21      | Auf der Reise von Stettin nach Dänemark sank vor Esbjerg der in Liberia registrierte Frachter Nagusena während eines der schwersten Orkane des 20. Jahrhunderts. Von der 22-köpfigen Besatzung an Bord konnte nur ein Seemann gerettet werden. |
| 5. Dezember 1967       | Anne Ursula             | 5       | Bei schwerem Sturm sank vor den Ostfriesischen Inseln das Küstenmotorschiff Anne Ursula (267 BRT), das sich mit einer Ladung Stahlblech auf der Reise von Gent (Belgien) nach Uddevalla (Schweden) befand. Die fünfköpfige Besatzung fand dabei den Tod. Unfallursache war vermutlich Seeschlag. |
| 23. Dezember 1967      | Katharina               | 6       | Auf der Reise von Schweden nach England sank das Hamburger Küstenmotorschiff Katharina bei stürmischen Wetter nordwestlich Gotlands vermutlich infolge kritischer Eisverhältnisse. Die gesamte sechsköpfige Besatzung starb bei dem Untergang. |
| 11. Januar 1968        | St Romanus H223         | 20      | Auf dem Weg zu den Fanggründen bei den Lofoten sank der in Hull registrierte Trawler St. Romanus unter bis heute nicht geklärten Umständen. Alle 20 Besatzungsmitglieder kamen bei dem Untergang ums Leben. Das Schiff, mit dem es bereits bei vorherigen Fangreisen massive Probleme gab, hatte keinen Funkoffizier an Bord; seine Funktion übernahm der Kapitän. |
| 25. Januar 1968        | Dakar                   | 62      | Das israelische U-Boot Dakar (hebräisch: דקר für Schwertfisch) der britischen T-Klasse, ursprünglich als Totem bei der Royal Navy im Einsatz, sank auf der Überführungsfahrt von Portsmouth (England) nach Israel im östlichen Mittelmeer, dabei starben 62 Besatzungsmitglieder. Am 26. Mai 1999 fand ein US-amerikanischer Tiefsee-Robot die in zwei Teile zerbrochene Dakar in 2.900 Meter Tiefe rund 500 km von Israel entfernt. |
| 26./27. Januar 1968    | Kingston Peridot H591   | 20      | Im Seegebiet vor Island verschwand der in Hull registrierte britische Trawler Kingston Peridot H591 während eines Orkans. Der Kapitän teilte zuvor mit, dass das Schiff nach einer Enteisung seine Position verlassen und nach Osten ausweichen werde. |
| 27. Januar 1968        | Minerve                 | 52      | An Bord des französischen U-Boots Minerve (Q 248 / S 647) der Daphné-Klasse kam es zu einem Unfall, das Boot sank im Mittelmeer mit 52 Seeleuten an Bord. |
| 6. Februar 1968        | Ross Cleveland          | 18      | Vor Island kenterte der britische Trawler Ross Cleveland (659 BRT) während eines Orkans vermutlich infolge völliger Vereisung durch überkommende Seen. Obwohl das Unglück von einem in der Nähe befindlichen isländischen Kanonenboot auf dem Radarschirm beobachtet wurde, kam für die neunzehnköpfige Besatzung jede Hilfe zu spät. Dies war der dritte Verlust von Schiff und Mannschaft, den die britischen Fischfangflotte binnen weniger Wochen hinnehmen musste. |
| 8. März 1968           | K-129                   | 98      | An Bord des sowjetischen U-Boots K-129 (Projekt 629) ereignete sich eine Explosion, worauf das U-Boot vor Hawaii sank. 98 Mannschaftsmitglieder starben. Dies war der Auftakt zum „Azorian-Projekt“, dem geheimen Versuch der CIA, ein U-Boot aus über 5.000 Metern Tiefe zu bergen. |
| 10. April 1968         | Wahine                  | 53      | Die Fähre Wahine lief beim stärksten je in Neuseeland gemessenen Sturm in der Einfahrt zur Bucht von Wellington auf ein Riff und kenterte schließlich. |
| 22. Mai 1968           | Scorpion                | 99      | Das Atom-U-Boot der Skipjack-Klasse sank aus ungeklärter Ursache im Nordatlantik, vermutet wurde eine Torpedo-Fehlfunktion mit anschließender Explosion und Flutung des Torpedoraumes. Auf der Scorpion starben 99 Seeleute. |
| 31. August 1968        | Willi Bänsch            | 7       | In den ersten Stunden des 31. August 1968 kollidierte das Torpedo-Schnellboot 844 Willi Bänsch der Volksmarine der DDR bei dichtem Nebel mit der schwedischen Fähre Drottningen und sank. Sieben Besatzungsmitglieder fanden dabei den Tod. Ein Seegericht sprach den Kommandanten später frei, jedoch hielt sich unter den Offizieren der Volksmarine die Meinung, dass seine Betriebsroutine Schuld an diesem Unglück war. Ein Gedenkstein befindet sich auf dem Friedhof von Dranske. |
| 14. Januar 1969        | Enterprise              | 27      | Während einer Fahrt von Alameda (Kalifornien) zum Einsatzgebiet vor der Küste Vietnams kam es 140 km vor Honolulu auf dem US-amerikanischen Flugzeugträger Enterprise zu einer Explosion von Gefechtsmitteln auf dem Achterschiff. Während des nachfolgenden Brandes ereigneten sich weitere Explosionen von Munition und Treibstoff. Das Schiff wurde schwer beschädigt und musste zur Reparatur den Stützpunkt Pearl Harbor auf Hawaii anlaufen. Von den 4.500 Mann Besatzung kamen 27 ums Leben und bis 300 Mann wurden verletzt. Die Schäden am Schiff beliefen sich auf ca. 6,4 Millionen Dollar. Hinzu kamen noch ca. 90 Millionen Dollar für die zerstörten Flugzeuge. |
| 17. März 1969          | TGB                     | 8       | Während einer Einsatzfahrt in einem Orkan wurde das in Longhope (Orkneyinseln) stationierte Motorrettungsboot TGB der Royal National Lifeboat Institution (RNLI) von einer vermutlich über 30 Meter hohen Monsterwelle getroffen und kenterte. Alle Besatzungsmitglieder wurden bei diesem Unfall tödlich verletzt. Dieser Unfall führte zu deutlichen konstruktiven Verbesserungen bei den von der RNLI eingesetzten Rettungsboote. |
| 3. Juni 1969           | Frank E. Evans          | 74      | Während des Vietnamkriegs kollidierten bei dem gemeinsamen Manöver Sea Spirit im Südchinesischen Meer der australische Flugzeugträger Melbourne und der amerikanische Zerstörer Frank E. Evans miteinander. Der Zerstörer, dessen Kommandant zum Zeitpunkt des Unglücks schlief, geriet versehentlich vor den Bug des Trägers und wurde durch den Rammstoß in zwei Teile gerissen. Mit dem Schiff gingen 74 Seeleute unter. Rund 250 Überlebende wurden gerettet. Der Flugzeugträger war bereits 1964 in eine Kollision mit dem australischen Zerstörer Voyager verwickelt gewesen, der ebenfalls sank. |
| 22. Januar 1970        | Duchess of Kent         | 5       | Bei einem Rettungseinsatz wurde das in Fraserburgh stationierte Seenotrettungsboot Duchess of Kent der Royal National Lifeboat Institution von einer Monsterwelle getroffen, als es einem dänischen Fischereifahrzeug zu Hilfe eilte. Fünf Besatzungsmitglieder der Duchess of Kent wurden bei dem Unfall getötet, nur eines konnte gerettet werden. Das Unglück war der zweite schwere Unfall auf der Station Fraserburgh nach 1953. |
| 6. Februar 1970        | Lairdsfield             | 10      | Auf der Reise von Middlesbrough nach Cork kenterte das mit Stahl beladene schottische Küstenmotorschiff Lairdsfield (552 BRT) in der Teesmündung. Die gesamte zehnköpfige Besatzung kam bei dem Untergang ums Leben. |
| 4. März 1970           | Eurydice                | 58      | An Bord des französischen U-Boots Eurydicé (Q 245 / S 644) der Daphné-Klasse kam es zu einem Unfall, das Boot sank vor Saint-Tropez im Mittelmeer auf 750 Metern Tiefe. 57 Franzosen und ein pakistanisches Besatzungsmitglied kamen dabei ums Leben. |
| 8. April 1970          | K-8                     | 52      | Während sich das sowjetische U-Boot der November-Klasse in der Biskaya befand, kam es in zwei Abteilungen zu einem Brand. Nach über zwei Tagen an der Oberfläche trafen Rettungsschiffe ein, aber 30 Seeleute waren bereits an den Folgen von Rauchvergiftungen gestorben. Versuche, das Boot ins Schlepp zu nehmen, scheiterten am schlechten Wetter. 22 weitere Besatzungsmitglieder starben, als das Boot schließlich in der Nacht zum 12. April unterging. |
| 9. April 1970          | London Valour           | 20      | Bei einem plötzlich auftretenden heftigen Sturm sank die London Valour im Hafen von Genua; 20 der 58 Personen an Bord kamen ums Leben. Etliche davon wurden beim Versuch, sie mittels eines Seils zu bergen, ins Meer oder gegen die Klippen geschleudert, darunter auch die Frau des Kapitäns. |
| 22. August 1970        | Vest Recklinghausen     | 8       | Nur wenige Stunden nach dem Auslaufen aus dem Fischereihafen Bremerhaven brach auf dem Trawler Vest Recklinghausen in Höhe des Leuchtturms Roter Sand ein Großbrand aus, der rasch auf das gesamte Vorschiff übergriff und mit Bordmitteln nicht mehr bekämpft werden konnte. Trotz sofortiger Hilfeleistung zahlreicher in unmittelbarer Nähe befindlicher Schiffe, darunter zweier Fregatten der Bundesmarine, eines Erzfrachters, mehrerer Schlepper sowie der Seenotrettungskreuzer der Stationen Cuxhaven, Wilhelmshaven, Bremerhaven und des Einsatzes des Feuerlöschbootes Bremerhaven verbrannten während der Rettungsaktion acht der 40 Besatzungsmitglieder bei lebendigem Leibe. Einer davon verbrannte vor den Augen der Rettungskräfte, die ihn aus dem Bullauge, in dem er festsaß, zu retten versuchten. Vier weitere Besatzungsmitglieder erlitten schwere Verletzungen. Nach den kriminalpolizeilichen Ermittlungen hatte der Smut den Brand in der Messe gelegt, weil er die Fangreise nicht mitmachen wollte. |
| 12. November 1970      | Mahajagmitra            | 50      | Im Golf von Bengalen geriet der von Kalkutta nach Basra laufende indische Frachter Mahajagmitra (5.468 BRT) in den sogenannten Bhola-Zyklon, den bislang opferreichsten tropischen Zyklon. Das Schiff sendete am 12. November 1970 noch ein Notsignal, meldete sich danach aber nicht mehr. Von dem Schiff und seiner 50-köpfigen Besatzung wurde keine Spur mehr gefunden. |
| 15. Dezember 1970      | Namyong Ho              | 308     | In der Koreastraße sank die südkoreanische Fähre Namyong Ho, 308 Menschen starben. |